# Zheyuan (sockenhuvudort i Kina, Jiangxi Sheng, lat 29,47, long 117,87)
Zheyuan är en sockenhuvudort i Kina. Den ligger i provinsen Jiangxi, i den sydöstra delen av landet, omkring 210 kilometer nordost om provinshuvudstaden Nanchang. Antalet invånare är 12 261. Befolkningen består av 6 113 kvinnor och 6 148 män. Barn under 15 år utgör 19,0 %, vuxna 15-64 år 71 %, och äldre över 65 år 9,0 %.
Runt Zheyuan är det ganska tätbefolkat, med 104 invånare per kvadratkilometer. Närmaste större samhälle är Qiukou, 14,3 km söder om Zheyuan. I omgivningarna runt Zheyuan växer i huvudsak blandskog.
Genomsnittlig årsnederbörd är 2 672 millimeter. Den regnigaste månaden är juni, med i genomsnitt 444 mm nederbörd, och den torraste är oktober, med 51 mm nederbörd.